# デービス・ミルズ
デービス・ミルズ (Davis Mills、1998年10月21日- )はジョージア州アトランタ出身のアメリカンフットボール選手。現在NFLのヒューストン・テキサンズに所属している。ポジションはクォーターバック(QB)。

## 経歴

### プロ入りまで
1998年10月21日にジョージア州アトランタに生まれ、ノークロスにあるグレーター・アトランタ・クリスチャン・スクールに入学する。高校時代はパス獲得ヤード6,290、タッチダウンパス66を記録した。「USアーミー・オールアメリカン・ボウル」に選ばれるも、怪我のため欠場した。五つ星ランクのトップQBとしてスタンフォード大学に入学する。
2017年の1年次はレッドシャツ扱いとなる。2年次にKJコステロに控えとして、1試合出場する。2019年も控えとして登録されるが、コステロが怪我した後は8試合のうち6試合に先発として出場した。ワシントン州立大学戦では、大学記録となるパス獲得ヤード504を記録した。2019年シーズンは、パス試投241、パス成功158、パス獲得ヤード1,960、タッチダウンパス11、インターセプト5を記録した。2020年はパンデミックによる短縮シーズンで、5試合に出場し、パス試投195、パス成功129、パス獲得ヤード1,508、タッチダウンパス7、インターセプト3を記録した。

### ヒューストン・テキサンズ
2021年のNFLドラフトにて、ヒューストン・テキサンズから3巡目（全体67位）で指名された。
1年目の2021年シーズンは11試合に先発し、2年目の2022年シーズンは15試合に先発出場したが、リーグ最多となる15インターセプトを喫した。2023年シーズン以降は、2023年のドラフトでテキサンズが全体2位指名を行ったC・J・ストラウドのバックアップとなり、2024年9月4日、テキサンズと1年500万ドルでの契約延長に合意した。